# Олівер Біас
Олівер Біас (нім. Oliver Bias, нар. 15 червня 2001) — німецький футболіст, вінгер «РБ Лейпциг».

## Клубна кар'єра
Вихованець «Ерцгебірге Ауе», з якого 2015 року перейшов у академію «РБ Лейпциг». 2 серпня 2018 року дебютував за лейпцизьку команду, вийшовши на заміну на 64-й хвилині замість Ібраїма Конате у матчі другого кваліфікаційного раунду Ліги Європи УЄФА проти шведського клубу «Геккен» (1:1)